# Jugendkarlspreis

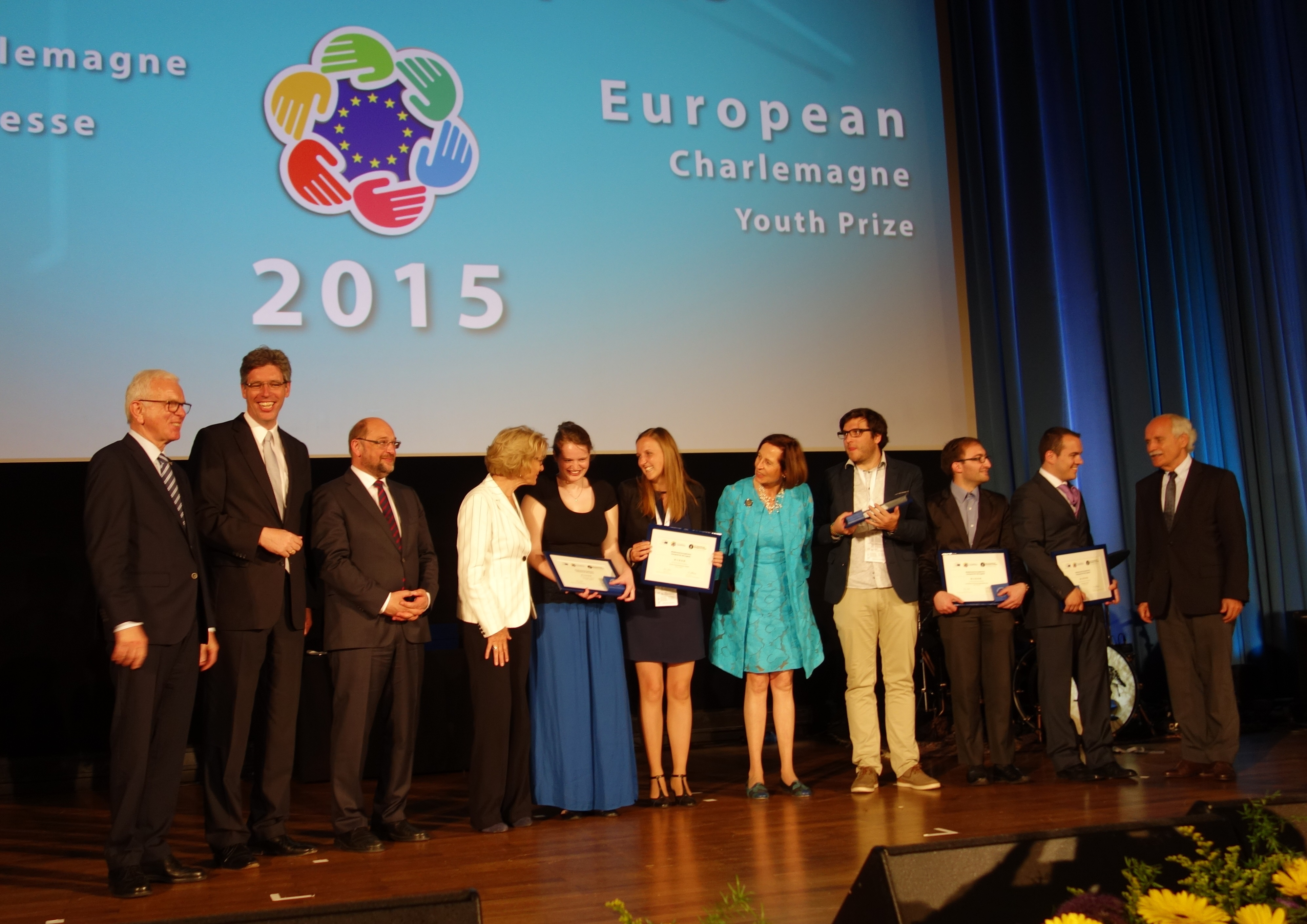
Preisverleihung des Jugendkarlspreises 2015 in der Aula der RWTH Aachen mit den Preisträgern und Laudatoren

Der Jugendkarlspreis, Vollform Europäischer Karlspreis für die Jugend, ist ein Preis, der aus dem nach Karl dem Großen benannten Karlspreis entstanden ist. Der Jugendkarlspreis zeichnet seit 2008 Projekte junger Menschen aus, die zur „Förderung von Zusammenarbeit und Verständigung in Europa und der ganzen Welt auf der Grundlage demokratischer Werte (z. B. Achtung der Menschenwürde, Freiheit, Gleichheit, Rechtsstaatlichkeit und Achtung der Menschenrechte)“ beitragen. Der Jugendkarlspreis will die Entwicklung eines europäischen Bewusstseins für die europäische Identität und Einigung unter jungen Menschen sowie deren Teilnahme an Projekten zur europäischen Integration fördern. Außerdem möchte er praktischer Beispiele für das Zusammenleben der Europäer als Gemeinschaft aufzeigen. Träger sind das Europäische Parlament und die Stiftung Internationaler Karlspreis zu Aachen. Die Preisverleihung findet jährlich im Vorfeld des Karlspreises in Aachen statt.

## Geschichte
Der Jugendkarlspreis geht auf eine gemeinsame Initiative des früheren Präsidenten des Europaparlaments, Hans-Gert Pöttering, der auch Mitglied im Karlspreisdirektorium ist, und des Ehrenvorsitzenden der Karlspreisstiftung, André Leysen, zurück. Ziel war es, die Herzen und das Engagement junger Menschen zu gewinnen. In einem Wettbewerb sollten junge Europäer ausgezeichnet werden, die europäisch besonders vorbildlich engagiert sind und die sich aktiv mit Projekten und Ideen an der Mitgestaltung Europas beteiligen. Am 27. September 2007 wurde der „Europäische Karlspreis für die Jugend“ vom Präsidium des Europäischen Parlaments beschlossen. Am 29. April 2008 fand die erste Preisverleihung in Aachen statt. Seitdem wird der Preis jährlich im Vorfeld der Verleihung des Karlspreises verliehen.

## Wettbewerbsverfahren
Der Preis wird jährlich durch die Vertretungen des Europäischen Parlaments in den Mitgliedstaaten der EU ausgeschrieben und begleitet. Die Ausschreibung wird über die Website des Jugendkarlspreises, Pressemitteilungen und in den sozialen Medien verbreitet. Das Alter der Bewerber soll zwischen 16 und 30 Jahren liegen. Sie müssen Staatsbürger eines der 27 Mitgliedsländer der Europäischen Union sein bzw. dort ihren Wohnsitz haben. Die Gewinner werden in einem zweistufigen Verfahren ausgewählt. In der ersten Stufe entscheiden nationale Auswahljurys, denen mindestens zwei Mitglieder des Europäischen Parlaments und ein Vertreter von Jugendorganisationen angehören, über den nationalen Sieger. Jedes Land hat einen nationalen Preisträger. Diese nationalen Preisträger werden nach Aachen eingeladen. In der zweiten Stufe wählt dort eine europäische Jury, der drei Mitglieder des Europäischen Parlaments, der Präsident des Europäischen Parlaments und vier Vertreter der Stiftung Internationaler Karlspreis zu Aachen angehören, unter den nationalen Preisträgern drei Projekte als 1., 2. und 3. Preisträger aus. Der 1. Preis ist mit 7.500 EUR, der 2. Preis mit 5.000 EUR und der 3. Preis mit 2.500 EUR dotiert. Die Preisverleihung findet im Krönungssaal des Aachener Rathauses statt. Alle nationalen Preisträger sind zur Preisverleihung eingeladen, wo auch alle nationalen Projekte kurz präsentiert werden.

## Preisträger
Die Teilnehmer und Preisträger zeigen eine große Vielfalt an Ideen und Initiativen in allen Ländern der EU. Zu den bisher prämierten Projekten gehören Programme zum Jugendaustausch, künstlerische Projekte, Umweltschutz- und Nachhaltigkeitsprojekte, Medienprojekte und Internetprojekte. Die Wettbewerbe und Preisträger seit 2008 sind auf der Seite des Jugendkarlspreises auf der Website des Europäischen Parlaments sowie auf der Website des Karlspreises dokumentiert.